# COVID-19-Pandemie in Pakistan
Die COVID-19-Pandemie in Pakistan tritt als regionales Teilgeschehen des weltweiten Ausbruchs der Atemwegserkrankung COVID-19 auf und beruht auf Infektionen mit dem Ende 2019 neu aufgetretenen Virus SARS-CoV-2 aus der Familie der Coronaviren. Die COVID-19-Pandemie breitet sich seit Dezember 2019 von China ausgehend aus. Ab dem 11. März 2020 stufte die Weltgesundheitsorganisation (WHO) das Ausbruchsgeschehen des neuartigen Coronavirus als Pandemie ein.

## Verlauf
Am 26. Februar 2020 wurden die ersten beiden COVID-19-Fälle in Pakistan bestätigt. Einen Monat später (25. März) waren es bereits über 1.000 Infizierte, einen weiteren Monat später (22. April) über 10.000 Infizierte und am 21. Mai 2020 mehr als 50.000 Infizierte.
Am 19. März 2020 wurden die ersten Todesfälle gemeldet, am 14. April waren es bereits über 100. Bis zum 5. Mai starben mehr als 500 Menschen, am 20. Mai wurde der tausendste Todesfall berichtet.

## Statistik
Die Fallzahlen entwickelten sich während der COVID-19-Pandemie in Pakistan wie folgt:

### Infektionen

Bestätigte Infizierte in Pakistan nach Daten der WHO. Oben kumuliert, unten Tageswerte

### Todesfälle

Bestätigte Todesfälle in Pakistan nach Daten der WHO. Oben kumuliert, unten Tageswerte

### Tests
Im August 2020 wurde kritisiert, dass viel zu wenig Tests in Pakistan durchgeführt werden. Waren es im Juni 2020 noch 31.000 Tests pro Tag und am 27. Juli 2020 sogar 41.666, fiel diese Zahl danach deutlich ab. Am 3. August waren es nur noch 10.759 Tests, danach stieg die Zahl wieder auf ca. 20.000 Tests pro Tag an. Bis Mitte August wurden ca. 2,2 Millionen Tests durchgeführt.

### Regionale Verteilung
Infektionen (Stand: 20. August 2020)
- Sindh 127.060 Infizierte
- Punjab 95.800 Infizierte
- Khyber Pakhtunkhwa 35.468 Infizierte
- Islamabad 15.425 Infizierte
- Belutschistan 12.403 Infizierte
- Asad Jammu und Kaschmir 2.219 Infizierte
- Gilgit-Baltistan 2.583 Infizierte

Todesfälle (Stand: 20. August 2020)
- Sindh 2.343 Tote
- Punjab 2.186 Tote
- Khyber Pakhtunkhwa 1.242 Tote
- Islamabad 175 Tote
- Balochistan 139 Tote
- Gilgit-Baltistan 63 Tote
- Asad Jammu und Kaschmir 61 Tote[7]